# Somatopleura
Somatopleura – zespół tkanek embrionalnych składający się z warstwy ściennej mezodermy płytek bocznych i ektodermy ją pokrywającej. Po przeciwległej stronie jamy ciała leży splanchnopleura.